# Скригічин
Скригічин (пол. Skryhiczyn) — село в Польщі, у гміні Дубенка Холмського повіту Люблінського воєводства. Населення — 204 особи (2011).

## Історія
За даними етнографічної експедиції 1869—1870 років під керівництвом Павла Чубинського, у селі проживали греко-католики, які розмовляли українською мовою.
У 1921 році село та однойменний фільварок входили до складу гміни Білопілля Грубешівський повіту Люблінського воєводства Польської Республіки.
16-20 червня 1947 року під час операції «Вісла» польська армія виселила зі Скригічина на приєднані до Польщі північно-західні терени 15 українців. У селі залишилося 203 поляків. Ще 3 невиселених українців підлягали виселенню.
У 1975—1998 роках село належало до Холмського воєводства.

## Населення
За даними перепису населення Польщі 1921 року в селі налічувалося 91 будинок та 584 мешканці, з них:
- 290 чоловіків та 294 жінки;
- 383 православні, 174 римо-католики, 27 юдеїв;
- 212 українців, 366 поляків, 4 євреї, 2 особи іншої національності.

Водночас на однойменному фільварку налічувалося 18 будинків та 267 мешканців, з них:
- 129 чоловіків та 138 жінок;
- 29 православних, 50 римо-католиків, 188 юдеїв;
- 173 євреї, 94 поляки.

Демографічна структура станом на 31 березня 2011 року:
|          | Загалом | Допрацездатний вік | Працездатний вік | Постпрацездатний вік |
| -------- | ------- | ------------------ | ---------------- | -------------------- |
| Чоловіки | 100     | 20                 | 67               | 13                   |
| Жінки    | 104     | 28                 | 51               | 25                   |
| Разом    | 204     | 48                 | 118              | 38                   |

## Особистості

### Пов'язані з селом
- Семен Любарський (1878—1944) — український громадсько-політичний і церковний діяч, народний вчитель, мешкав та помер у селі[6].